# Spongillidae
Famille
Les Spongillidae sont la seule famille d'éponges d'eau douce de l'ordre des Spongillida. Ces éponges d'eau douce sont des organismes filtreurs consommant des bactéries, microalgues et autres unicellulaires.

Elles n'ont que très peu de prédateurs, peut-être en raison de leurs spicules siliceux et/ou de la sécrétion de composés répulsifs. Ils sécrètent également des substances antibiotiques qui les empêche d'être recouverts par d'autres organismes. Dans la plupart des cas ils forment des croutes fines sur des substrats durs (dans le courant) et présentent parfois des manchons (autour de branches mortes immergées ou de tiges de plantes) formes dressées et branchues dans les zones à faible courant. Un réseau de minuscules corbeilles vibratiles, de canaux, de chambres et d'oscules leur donne l'apparence de mie de pain. Elles forment des gemmules.
L'identification se fait au microscope via l'observation des gemmosclères et gemmules, mais à cause d'une forte variation intraspécifique de formes, elle doit être faite par un spécialiste.

## Liste des genres
Selon le World Register of Marine Species (13 mai 2016) :
- genre Anheteromeyenia Schröder, 1927
- genre Corvoheteromeyenia Ezcurra de Drago, 1979
- genre Corvospongilla Annandale, 1911
- genre Dosilia Gray, 1867
- genre Duosclera Reiswig & Ricciardi, 1993
- genre Ephydatia Lamouroux, 1816
- genre Eunapius Gray, 1867
- genre Heteromeyenia Potts, 1881
- genre Heterorotula Penney & Racek, 1968
- genre Nudospongilla Annandale, 1918
- genre Pachyrotula Volkmer-Ribeiro & Rützler, 1997
- genre Pectispongilla Annandale, 1909
- genre Pottsiela Volkmer-Ribeiro, Souza-Machado, Fürstenau-Oliveira, Vieira-Soares, 2010
- genre Racekiela Bass & Volkmer-Ribeiro, 1998
- genre Radiospongilla Penney & Racek, 1968
- genre Sanidastra Volkmer-Ribeiro & Watanabe, 1983
- genre Saturnospongilla Volkmer-Ribeiro, 1976
- genre Spongilla Lamarck, 1816
- genre Stratospongilla Annandale, 1909
- genre Trochospongilla Vejdovsky, 1888
- genre Umborotula Penney & Racek, 1968
- genre Uruguayella Bonetto & Ezcurra de Drago, 1969

## En Europe de l'Ouest
Selon Henri Tachet, quatre genres sont rencontrés
1. Spongilla (qui ne compte qu'une espèce : Spongilla lacustris, aux formes encroûtantes à dressées, souvent verte en plein lumière en raison d'une symbiose avec des algues (chlorelles) ou sinon blanchâtre)
2. Trochospongilla, (qui ne compte qu'une espèce : Trochospongilla horrida), souvent collée au substrat, jaune-marron,
3. Hereromeyenia (qui ne compte qu'une espèce : Hereromeyenia balayi)
4. Ephydatia (jaune verdâtre)